# Guerra aérea en la invasión rusa de Ucrania (2022-presente)
La guerra aérea de la Invasión Rusa de Ucrania de 2022, también conocida como Guerra Aérea Ruso-ucraniana de 2022 se refiere a las operaciones aéreas militares tanto ofensivas como defensivas que se desarrollan entre las ramas de las Fuerzas Aeroespaciales Rusas (VKS) y la Fuerza Aérea de Ucrania y sus aliados de la OTAN. Las operaciones aéreas comenzaron el 24 de febrero de 2022 y aun se continúan desarrollando en 2024. La guerra aérea ha dado como resultados fuertes bajas para ambas ramas aéreas con la pérdida de aviones de combate, aviones de ataque a tierra, transporte, helicópteros y demás. 
El 25 de febrero de 2022, el ataque a la base aérea de Millerovo por parte de las fuerzas militares ucranianas se basó en misiles OTR-21 Tochka. Según funcionarios ucranianos, esto destruyó varios aviones de la Fuerza Aérea Rusa e incendió la base aérea. En el ataque al Aeropuerto Internacional de Zhitómir el 27 de febrero, se informó que Rusia usó sistemas de misiles 9K720 Iskander, ubicados en Bielorrusia, para atacar el aeropuerto civil de Zhitómir. Rusia perdió varios aviones el 5 de marzo, incluidos un Su-30SM, dos Su-34, dos Su-25, dos Mi-24/Mi-35, dos helicópteros Mi-8 y un avión no tripulado Orlan. El 6 de marzo, el Estado Mayor General de las Fuerzas Armadas de Ucrania informó que 88 aviones rusos habían sido destruidos desde que comenzó la guerra.
El uso de misiles como bombas de racimo y cohetes termobáricos por parte de Rusia fue seguido en junio por el anunció del envío de cohetes M142 HIMARS (guiados por GPS y con un alcance de hasta 80 km) como parte del apoyo de EE. UU. al gobierno ucraniano.
Por otra parte, según el gobierno ucraniano y la OTAN, a partir de octubre Rusia ha utilizado Drones modelo HESA Shahed 136 de fabricación Iraní de un peso de 200 kilos que son capaces de cargar 40 kilos de explosivos. En este sentido, Ucrania venia usando desde mayo drones de fabricación estadounidense, el Switchblade 300, fabricado para el ataque y destrucción de tanques, miden unos 30 cm y tienen un peso de 2,5 kg.

## Guerra

### Ataques de misiles y aéreos
La guerra aérea comenzó al amanecer del 24 de febrero, con divisiones de infantería y apoyo blindado y aéreo en el este de Ucrania, y docenas de ataques con misiles en Ucrania. El primer combate tuvo lugar en el Oblás de Luhansk cerca de la aldea de Milove en la frontera con Rusia a las 3:40 a. m. hora de Kiev. Los principales ataques de infantería y tanques se lanzaron en cuatro incursiones de punta de lanza, creando un frente norte lanzado hacia Kiev, un frente sur que se origina en Crimea, un frente sudeste lanzado en las ciudades de Luhansk y Donbas, y un frente oriental. Docenas de ataques con misiles en Ucrania también llegaron hasta el oeste como Lviv.
El 24 de febrero, las fuerzas rusas atacaron la base aérea de Chuhuiv, que albergaba drones Bayraktar TB2. El ataque causó daños a las áreas de almacenamiento de combustible y la infraestructura. Al día siguiente, las fuerzas ucranianas atacaron la base aérea de Millerovo. El 27 de febrero, Rusia disparó misiles 9K720 Iskander desde Bielorrusia contra el aeropuerto civil de Zhytomyr. Muchas instalaciones de defensa aérea ucranianas fueron destruidas o dañadas en los primeros días de la invasión por los ataques aéreos rusos. En los primeros días del conflicto, Rusia disparó muchos misiles balísticos y de crucero contra los principales radares de alerta temprana terrestres ucranianos, cegando así a la Fuerza Aérea de Ucrania a su actividad aérea. Los cráteres en las superficies de operaciones en las principales bases aéreas ucranianas obstaculizaron los movimientos de los aviones ucranianos, y varias baterías ucranianas de misiles tierra-aire S-300P de largo alcance fueron destruidas.

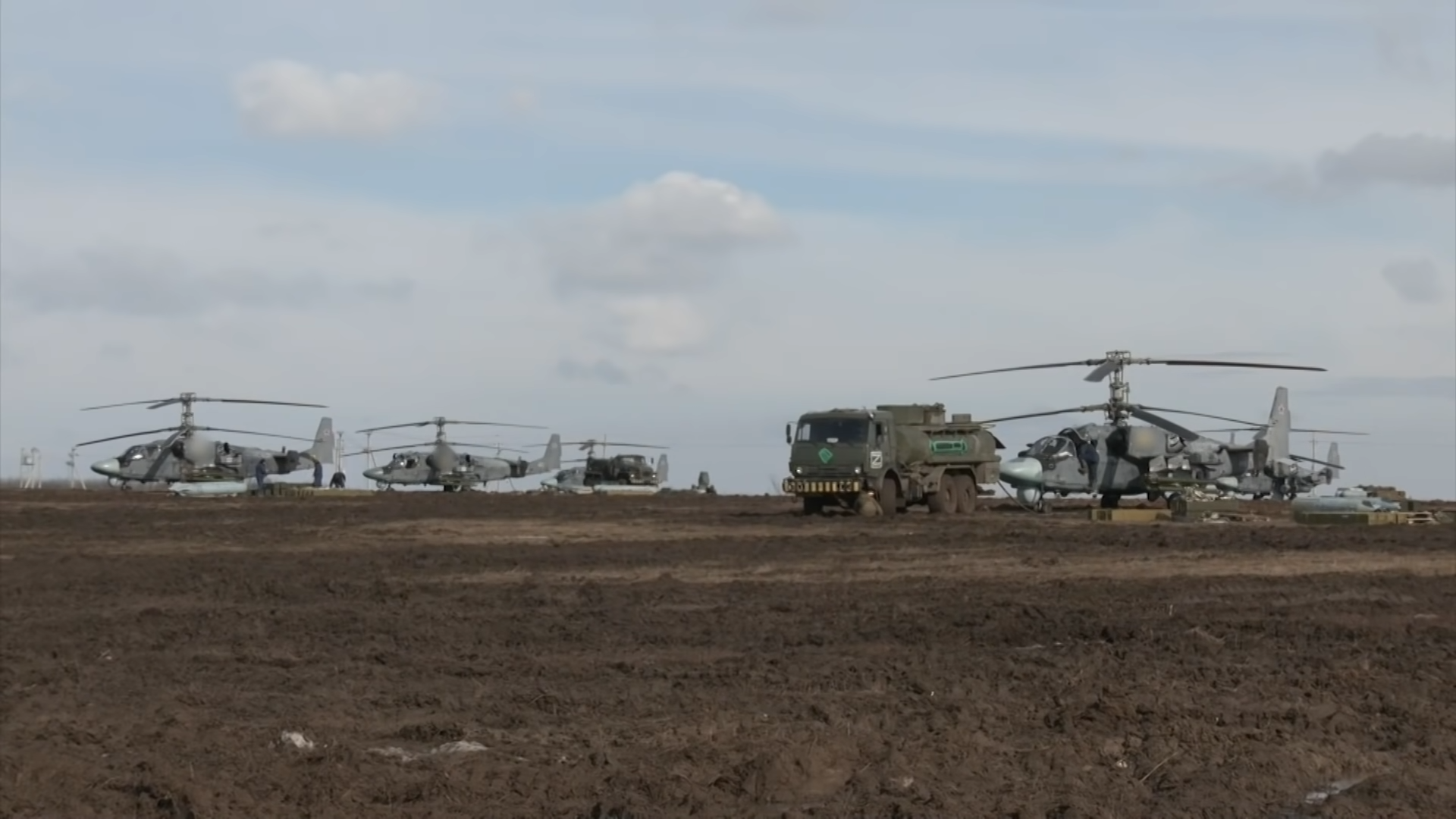
Helicópteros de ataque Ka-52 rusos en un campo durante la invasión en marzo de 2022.

El 1 de marzo, Rusia y Estados Unidos establecieron una línea de desconflicto para evitar cualquier malentendido que pudiera causar una escalada involuntaria. Rusia perdió al menos diez aviones el 5 de marzo. El 6 de marzo, el Estado Mayor de las Fuerzas Armadas de Ucrania informó que 88 aviones rusos habían sido destruidos desde que comenzó la guerra. Sin embargo, un alto funcionario de defensa estadounidense anónimo dijo a Reuters el 7 de marzo que Rusia todavía tenía la "gran mayoría" de sus aviones de combate y helicópteros que se habían acumulado cerca de Ucrania disponibles para volar. Después del primer mes de la invasión, Justin Bronk, un observador militar británico, contó las pérdidas de aviones rusos en 15 aviones de ala fija y 35 helicópteros, pero señaló que el verdadero total era ciertamente mayor. En contraste, según los Estados Unidos, 49 aviones de combate ucranianos se perdieron al 18 de marzo.
El 11 de marzo, funcionarios estadounidenses dijeron que los aviones rusos lanzaron hasta 200 salidas al día, la mayoría no entraron en el espacio aéreo ucraniano, sino que permanecieron en el espacio aéreo ruso. El 13 de marzo, las fuerzas rusas llevaron a cabo múltiples ataques con misiles de crucero contra una instalación de entrenamiento militar en Yavoriv, Óblast de Lviv, cerca de la frontera polaca. El gobernador local Maksym Kozytskyy informó que al menos 35 personas habían muerto en los ataques. El pobre desempeño de la Fuerza Aérea Rusa ha sido atribuido por The Economist a la incapacidad de Rusia para suprimir las baterías de misiles tierra-aire (SAM) de mediano alcance de Ucrania y la falta de bombas guiadas de precisión de Rusia. Los sitios SAM de rango medio ucranianos obligan a los aviones a volar bajo, haciéndolos vulnerables a Stinger y otros misiles tierra-aire lanzados desde el hombro, y la falta de entrenamiento y horas de vuelo para los pilotos rusos los hace inexpertos para el tipo de misiones de apoyo terrestre cercano típicas de las fuerzas aéreas modernas. El 5 de mayo, la revista Forbes informó que los rusos habían continuado los ataques aéreos y "continúan enviando aviones de ataque Su-24 y Su-25 en bombardeos a nivel de árboles dirigidos a posiciones ucranianas".
El 18 de marzo, Rusia amplió el ataque a Lviv, y los oficiales militares ucranianos dijeron que la información inicial sugería que los misiles que golpearon Lviv probablemente eran misiles de crucero lanzados desde el aire procedentes de aviones de combate que volaban sobre el Mar Negro. El 16 de mayo, funcionarios de defensa estadounidenses dicen que en las 24 horas anteriores los rusos dispararon misiles de largo alcance contra instalaciones de entrenamiento militar cerca de Lviv.
Para junio de 2022, Rusia no había alcanzado la superioridad aérea, habiendo perdido alrededor de 165 de sus aviones de combate sobre Ucrania, lo que representaba aproximadamente el 10% de su fuerza de combate de primera línea. Los comentaristas occidentales señalaron las ventajas cualitativas y cuantitativas que la Fuerza Aérea Rusa tenía sobre su contraparte ucraniana, pero atribuyeron el pobre desempeño de la aviación rusa a las extensas capacidades antiaéreas terrestres de los ucranianos.
Las fuerzas armadas rusas llevaron a cabo un ataque contra Dnipro propiamente dicho el 15 de julio de 2022. Como resultado, 4 personas murieron y 16 resultaron heridas. El objetivo principal era la planta espacial más grande de Ucrania ubicada dentro de la ciudad. La ciudad fue alcanzada por misiles Kh-101 lanzados desde bombarderos estratégicos Tu-95 en la parte norte del Mar Caspio. Según datos preliminares, se lanzaron ocho misiles, de los cuales cuatro fueron derribados por las Fuerzas de Defensa Aérea de Ucrania. Cada misil cuesta 13 millones de dólares (8 misiles le cuestan a Rusia más de 100 millones de dólares).
Parte de los cohetes alcanzaron la empresa "Pivdenmash". Como resultado del impacto, el suministro de agua de la ciudad se dañó y parte de los residentes de la ciudad se quedaron sin suministro de agua. Más de diez automóviles fueron dañados, puertas y ventanas fueron destruidas en edificios residenciales. Cuatro personas murieron. Una de las víctimas era un conductor de autobús urbano. El primer día, se reportaron 15 heridos, y al día siguiente su número aumentó a 16.
En agosto, la USAF pudo integrar misiles de daños AGM-88 en los cazas pesados Su-27 y cazas medianos MiG-29 ucranianos. Este esfuerzo ha tardado "algunos meses" en lograr. Esto no le da a la Fuerza Aérea de Ucrania las mismas "capacidades que haría en un F-16". Sin embargo, el general de la Fuerza Aérea de los Estados Unidos, James B. Hecker, dijo: "Aunque no obtengas una muerte cinética ... puedes obtener la superioridad aérea local durante un período de tiempo en el que puedes hacer lo que tienes que hacer".
El 19 de septiembre, el general de la Fuerza Aérea estadounidense James B. Hecker dijo que 55 aviones militares rusos habían sido derribados por las defensas aéreas ucranianas desde el inicio de la invasión. Atribuyó este éxito al uso ucraniano de los sistemas de defensa aérea S-300 y Buk. Como Estados Unidos no tiene estos sistemas, obtener nuevos misiles de los aliados europeos es una "gran pregunta" de Kiev. Los aviones rusos aumentaron sus operaciones en respuesta a la contraofensiva ucraniana del Óblast de Járkov de 2022. El recuento de aviones derribados aumentó a 55 cuando el Ministerio de Defensa del Reino Unido declaró que creía que unos cuatro aviones rusos habían sido derribados por Ucrania en los últimos 10 días. Estas pérdidas se debieron a los cambios en las líneas del frente (la pérdida de territorio controlado por parte de Rusia) y otros factores. Además, los recursos de aviación rusos estaban bajo presión para proporcionar un apoyo más cercano a las fuerzas terrestres. A partir del 19 de septiembre, la Fuerza Aérea de Ucrania estaba en "alrededor del 80%" de su fuerza previa a la invasión después de siete meses de combate.

#### Incidente de misiles en Polonia
El 15 de noviembre de 2022, durante el ataque de Rusia a la red eléctrica ucraniana, los misiles cruzaron la frontera con Polonia, matando a 2 personas en Przewodów.

#### Ataques estratégicos en Ucrania
Rusia lanzó entre 85 y 100 misiles contra varias ciudades ucranianas. La reciente campaña de bombardeos estratégicos ha causado una grave escasez de electricidad y agua en varias ciudades. Según el Comando Operacional Sur de Ucrania, unidades ucranianas de cohetes y artillería atacaron posiciones rusas en la orilla izquierda del Río Dniéper y en el área del Kinburn Spit.
Según la Fuerza Aérea de Ucrania, 77 de los 96 misiles rusos fueron derribados. Un funcionario del Pentágono afirma que el plan ruso es agotar las defensas aéreas ucranianas. En un momento dado, unos 50 misiles estaban en combate "en cuestión de minutos" cerca de la frontera polaca. Los funcionarios ucranianos informan que la electricidad ya ha sido restaurada a "casi el 100%" de Ucrania. El presidente Zelenskyy dijo que aproximadamente la mitad de la infraestructura eléctrica ucraniana ha sido afectada y unos 10 millones de personas siguen sin electricidad.

### Combates aéreos
En marzo de 2022, los regimientos de combate aéreo rusos y ucranianos se enfrentaron con más fuerza. El 5 de marzo de 2022, Ucrania sufrió la pérdida de varios aparatos enfrentamientos aire-aire y Un choque masivo entre cazas rusos y ucranianos terminó en la pérdida de 4 aviones de combate Su-27 ucranianos, a manos de aviones rusos siendo los posibles responsables los Su-35S rusos, el encuentro tuvo lugar cerca de la ciudad de Zhitómir, siendo esta la primera baja masiva confirmada de los Su-27 operados por Ucrania. Para el 9 de marzo, el Ministerio de Defensa de Rusia anunció que la VKS había destruido el 90% de las pistas y bases aéreas de Ucrania. La pérdida de tales cantidades de aviones de primera línea fue sustancial para Ucrania que para esas fechas estaba sobrepasada en muchos frentes contra la VKS de Rusia. El 30 de marzo se informó del derribo de un Su-24 ucraniano derribado por un Su-35S ruso cerca de la frontera norte cerca de Bielorrusia.
El 6 de junio de 2022, un MiG-29 ucraniano fue derribado por un Su-35S ruso en combate aéreo sobre Zelenodolsk en la región de Dnepropetrovsk, esto informado por el Ministerio de Defensa de Rusia.
En julio de 2022, un Su-35 reclamo el derribo de tres aviones ucranianos siendo un MiG-29 y dos Su-25 que fueron derribados sobre la República Popular de Donetsk. Este fue la mayor perdida sufrida por Ucrania desde los combates aéreos de marzo.
En agosto de 2022, las fuerzas rusas mantuvieron una patrulla aérea de combate de un par de Su-35S o MiG-31 en la estación para derribar aviones ucranianos. Desde que las fuerzas ucranianas lanzaron una contraofensiva en agosto, han perdido "cuatro MiG-29, seis Su-25, un Su-24 y un Su-27". El Royal United Services Institute ha acreditado la mayoría de las muertes al R-37M declarando: "El VKS ha estado disparando hasta seis R-37M por día durante octubre. La velocidad extremadamente alta del arma, junto con un alcance efectivo muy largo y un buscador diseñado para atacar objetivos de baja altitud, hace que sea particularmente difícil de evadir".
En octubre de 2022, la Fuerza Aérea Rusa ha usado los misiles R-37M de forma masiva en sus cazas de combate Su-35S, interceptores MiG-31BM y los cazas furtivos Su-57.según algunos medios rusos, el R-37M fue usado el 19 de octubre de 2022 por un Su-57 contra un caza Sukhoi Su-27 de la Fuerza Aérea de Ucrania, siendo esta su primera baja aérea para el caza furtivo.
Los informes de Zvezda TV han grabado el Su-35 llevando el R-37, aparentemente como parte de una carga de combate aéreo. En esta configuración, la nave lleva dos R-73 en el pilón central del ala, dos R-77 colgados debajo de las góndolas del motor y dos R-37 en los puntos duros entre los motores, con la opción de llevar algunos misiles más, como un misil antirradar Kh-31.
El R-37M ha sido, desde octubre de 2022, la principal amenaza contra la Fuerza Aérea de Ucrania. La Fuerza Aérea de Ucrania tiene una falta significativa de misiles tipo "dispara y olvida". Los cazas ucranianos usan principalmente los misiles Vympel R-27, tanto el R-27ER guiado por radar como el R-27ET guiado por infrarrojos, el alcance del R-27ET es de 60 millas. El piloto ucraniano debe de localizar y enganchar el avión ruso con su radar para guiar el misil hacia el objetivo. Los pilotos rusos disponen de radares activos, misiles "disparan y olvidan", Vympel R-77 que les dan a los pilotos rusos la capacidad de lanzar sus misiles y luego tomar medidas evasivas. Los pilotos ucranianos se vieron obligados a "explotar el desorden del suelo y el enmascaramiento del terreno para acercarse lo suficiente como para disparar antes de ser atacados".
Durante los primeros tres días de la guerra ambos bandos perdieron aviones. Los ucranianos los reemplazaron con aviones más antiguos que tras varias reparaciones hechas han logrado poner en vuelo. Sin embargo, la Fuerza Aérea Rusa recurrió al MiG-31 con el misil R-37M que tiene un alcance de 200 millas. Gracias a este avión, dotado de un radar superior, la Fuerza Aérea de Ucrania ha comenzado a perder más aviones. Un informe del Royal United Services Institute afirma que en octubre unos seis R-37M fueron disparados contra la Fuerza Aérea de Ucrania diariamente. El Su-35S también se han armado para usar R-37M. Cuatro MiG-31 también fueron desplegados en Península de Crimea. Debido a la protección ofrecida por el alcance de los misiles R-37M, Ucrania se ha visto obligada a intentar atacar las bases aéreas directamente para destruir los MiG-31 con el ataque anterior al ataque a la base aérea de Belbek y un intento de ataque con aviones no tripulados en agosto. Sólo un MiG-31 se ha perdido debido a un accidente.
Un piloto ucraniano de MiG-29, durante una entrevista, ha llamado al R-37M "jodidamente peligroso". Aunque la amenaza del misil se puede reducir cambiando de táctica, ha afectado la capacidad de los pilotos ucranianos para realizar sus misiones: "Por supuesto, si estás maniobrando, no podemos proporcionar un ataque aéreo u otra cosa ..." "Sin embargo, si el piloto no presta atención a su receptor de advertencia de radar y responde a tiempo, entonces están "muertos". Como el R-37M usa un radar Doppler, una de las tácticas que usan los ucranianos, se sugiere, ya que los pilotos ucranianos no comentan detalles, es reducir la velocidad y perder altitud en una inmersión, reforzando el hecho de la desventaja de los aviones ucranianos en combate.